# Регистровая тонна
Реги́стровая то́нна (англ. register ton) — единица объёма, равная 100 кубическим футам, то есть 2,83 м³. Применялась для оценки тоннажа в судоходстве и была введена в Великобритании в 1854 году.  Коэффициент для перевода в тоннаж — 0,5919.
Регистровыми тоннами ранее, до вступления в силу Конвенции по обмеру судов от 23 июня 1969 года, измерялся общий объём судна и объём помещений, которые могли быть заняты под полезный груз. Эти показатели, в частности, применялись для расчёта ставок при пропуске судов через Суэцкий и Панамский каналы.

## Назначение
В регистровых тоннах исчислялся:
- брутто-регистровый тоннаж (БРТ; валовая регистровая вместимость судна; англ. gross registered tonnage, GRT или GT) — вместимость судна, вычисляемая на основе данных обмера внутренних помещений судна (как трюмов, так и надпалубных надстроек, используемых для перевозки груза и пассажиров);
- нетто-регистровый тоннаж (НРТ; чистая регистровая вместимость судна; англ. net registered tonnage, NRT или NT), равный брутто-регистровому тоннажу за вычетом объёма помещений, не предназначенных для перевозки грузов и пассажиров.

Исходя из регистрового тоннажа судна брались некоторые судовые сборы — например, при проходе Суэцкого и Панамского каналов. 
Формула, оценивающая объём парусных яхт в регистровых тоннах на основе их геометрических размеров — темзенский тоннаж (англ. Thames Measurement) — использовалась для разделения на классы парусных яхт.
Для целей морских грузоперевозок используется другая мера объёма — фрахтовая тонна.